# × Calicharis butcheri
× Calicharis butcheri (Traub) Meerow è una pianta bulbosa appartenente alla famiglia delle Amaryllidaceae.